# Helina crassicauda
Helina crassicauda är en tvåvingeart som först beskrevs av Stein 1900.  Helina crassicauda ingår i släktet Helina och familjen husflugor. Inga underarter finns listade i Catalogue of Life.